# 京急500形電車
京急500形電車（けいきゅう500がたでんしゃ）は、1951年（昭和26年）3月から1986年（昭和61年）8月まで在籍した京浜急行電鉄の電車。

## 概要
第2次世界大戦後の混乱から立ち直りつつある1951年、前年に運転開始したハイキング特急などに運用することを念頭に戦後初の2扉セミクロスシート車として全電動車の2両編成5本が製造された。赤い車体に窓廻り黄色の塗装を初めて採用、赤茶色の車両が多かった当時は大きな注目を集め、1957年（昭和32年）までの京急の標準塗装となった。製造メーカーは川崎車輛（現・川崎重工業）および東急横浜製作所の2社である。
翌1952年（昭和27年）には同形の制御車クハ550形が製造され、デハ500形とクハ550を組み合わせた2両編成10本となった。後年クハ550形の中間車化（サハ550形）による4両編成化、車体更新による4扉ロングシート化、半数のサハ550形廃車による3両編成化を経て、1986年8月まで運用された。
特記のない限り、以下の文中では各種文献に倣い、京急本線上で南側を「浦賀寄り」または「浦賀方」、北側を「品川寄り」または「品川方」、東側を「海側」、西側を「山側」と呼ぶ。編成番号は浦賀方先頭車の車両番号で代表する。「1000形」は1959年（昭和34年）登場の1000形（初代）、「800形」は1978年（昭和53年）登場の800形（2代）をさす。600形、700形についてはそれぞれ（初代）（2代）で識別するものとする。

## 車体
車体長17,500mm、車体幅2,700mmの半鋼製車体。窓の上下のウィンドウヘッダー・ウィンドウシルが京急の電車として初めて埋め込まれた。
窓配置はd1(1)D5D(1)1（d：乗務員扉、D：客用扉、(1)：戸袋窓）とし、客用扉に隣接する左右両端の窓各1枚分と車端部を乗降を円滑にするためにロングシートとし、クロスシートは6組24席が設けられた。
側窓は戸袋窓が高さ1,000mm、幅900mm、窓枠を介して上下2段に分割されていた。それ以外が高さ1,000mm、幅1,200mmの2段上昇窓で、下段中央を横切る位置に保護棒が設置されている。ドアは鋼製プレスドアとされ、側窓と同じ位置に中桟が入っていた。
前面は当時流行のいわゆる「湘南形」の正面2枚窓だが、窓は1,000mm x 1,000mmの正方形でガラスに中桟が入り、センターピラーが太く、雨樋が先頭部窓上にもまわされ、さらに車体中央縦横の折れ曲がり部分がなく「傾斜のついた半流線形」といった形態になったことで国鉄80系電車などとは大きく印象が異なっていた。
前照灯は当時の標準に従い、屋根中央に1灯白熱灯を設置しており、標識灯は左右腰部に引っ掛け式のものが設置された。
中間連結部には1,000mmの広幅貫通路が設置されているが、京急において貫通路が設置されたのは本形式が最初であった。本形式の導入当初、北品川 - 八ッ山橋間に存在した急カーブ区間においては、危険防止のため貫通路部分を通行禁止としていたが、1956年（昭和31年）6月に行われた線路移設工事により急カーブは解消し、通行禁止も解除された。
その他、放送装置、速度計、暖房装置が設置された。
車体外部は赤を基調に窓廻りが黄色に塗装され、当時京急の標準色となった。

## 主要機器

### 主電動機・駆動装置
- 東洋電機製造:TDK-553-2CM
- 三菱電機:MB-311AFR

いずれも端子電圧750V時定格出力110kW。駆動方式は吊り掛け式。

#### 制御器
- 東洋電機製造製:ES-521A

#### 台車
- 川崎車輌製 MCB（釣り合い梁式）

#### ブレーキ
- AMM自動空気ブレーキ

電動空気圧縮機 (CP)はAK-3を採用。電動発電機 (MG)と共にデハ500形に搭載されている。

#### 集電装置
デハ500形の運転台寄りに各1基ずつ通常の菱枠形パンタグラフを搭載。

## 製造時のバリエーション

### 1951年製造車
製造所の「東急」は東急横浜製作所製、「川崎」は川崎車輌製。左が浦賀方。以下各製造時で同じ。
| Mu  | Ms  | 製造所 |
| 501 | 502 | 川崎   |
| 503 | 504 | 川崎   |
| 505 | 506 | 川崎   |
| 507 | 508 | 東急   |
| 509 | 510 | 東急   |

本形式で最初に製造されたグループ。2両の電動車が背中合わせに連結されていた。京急で初めて貫通幌を採用し、車両間の行き来が可能となった。

### 1952年製造車
| Tcu | Tcs | 製造所 |
| 552 | 551 | 川崎   |
| 554 | 553 | 川崎   |
| 556 | 555 | 川崎   |
| 558 | 557 | 東急   |
| 560 | 559 | 東急   |

前年製造車（デハ500形）と組み合わせて使用するクハ550形10両が1952年4月に製造された。下1桁が同じ番号のデハ500形と組み合わせて編成が組まれた。デハは製造時の向きのままとされたため、浦賀寄りにデハ500形が付く編成と、品川寄りにデハ500形が付く編成の2種類が出現した。運転台寄り屋根上にパンタ台が設けられ、屋根も絶縁処理がなされるなど、電動車化を想定した設計とされている。なお、デハ500形に対して以下の変更点がある。
- 前面窓の1枚固定窓化。川車製と東急製では窓下部の処理が若干異なっていた。
- 標識灯を丸型車体埋め込み式に変更
- 暖房非設置[注釈 1]
- 灯火管制装置の設置[注釈 2]

## 2扉時代の改造工事
2扉時代に以下の改造工事が行われている。

### 4両編成化前の諸改造
- 1956年（昭和31年）以降、塗装が赤い車体に窓下に白帯に変更された。
- 1958年（昭和33年）、デハ500形の正面窓を窓桟無しの一枚窓に交換したが、窓枠は残った。クハ550形に暖房を取り付け。
- 1962年（昭和37年）、車内灯を蛍光灯化。

### 4両編成化改造
1964年（昭和39年）に4両編成化工事が行われた。主な内容は、以下の通り。
- クハ550形の運転台を撤去し、サハ550形に改造した上でMTTMの4両編成とした。運転台跡に座席、側窓を新設。中間車化に際しては台枠先端が切り取られたため、先頭車当時と比較して車体長が60mm短くなった。
- デハ500形の前面窓をクハ550形からの流用品で窓枠無しの一枚窓化。
- 標識灯を当時の新造車と同じ角形のものに交換。
- 制御装置、主電動機を下記のものに交換、出力を増強。
  - 主制御器:東洋電機製造製ES-760A
  - 主電動機:三菱電機製MB-389BFR（端子電圧750V時定格出力150kW）
- 台車軸受をローラーベアリング化し、形式をMCBからMCB-Rに変更。
- デハ506の台車を川崎車輌製OK-8Cに交換。
- 側窓を木製からアルミ製無塗装のサッシに交換。戸袋窓は一枚窓とされたが窓枠が残った。
- 客用扉をステンレス製に交換したが、内側は内装にあわせ茶色に塗装された。
- 先頭部連結器交換の準備工事を施工。

4両編成化以降の編成は以下の通り。左が浦賀方。
| Mu  | Tu  | Ts  | Ms  |
| 501 | 551 | 552 | 502 |
| 503 | 553 | 554 | 504 |
| 505 | 555 | 556 | 506 |
| 507 | 557 | 558 | 508 |
| 509 | 559 | 560 | 510 |

### 4両編成化以降の改造
- 1966年（昭和41年）から翌1967年（昭和42年）にかけてランニングボード撤去、デハ501 - 506の前照灯シールドビーム化が行われた。
- 同時期、先頭部連結器を三菱電機K-2A電気連結器内蔵密着連結器から都営地下鉄1号線乗り入れ規格準拠の日本製鋼所NCB-6密着自動連結器に交換する工事が行われた。

## 4扉化改造
1968年（昭和43年）12月から1969年（昭和44年）9月にかけて、台枠を残して車体を解体し、4扉ロングシートの車体を旧台枠上に新造する改造工事が久里浜工場で行われた。改造内容は以下の通り。
- 車体窓配置は700形（2代）に準じたd1D(1)1D(1)1D(1)1D(1)となり、側窓も700形と同様900mm x 900mmとされた。
- 700形では先頭車の車体長が中間車より1,000mm長いが、本形式では台枠を旧車体から流用したため、700形と異なり先頭車と中間車の車体長が等しく、車端窓柱幅ならびに客用扉幅（先頭車1,100mm・中間車1,200mm）を変更し、さらに運転台車体長手寸法を700形より狭くすることで寸法を調整した。加えてデハ500形では主幹制御器（マスターコントローラー）を三菱電機製の小型のものに交換し、運転士足元寸法を確保している。
- デハ500形の客用扉は旧車体から流用したが、前述のように客用扉幅が変更されたサハ550形は客用扉を新製した。
- 前面は2枚窓、非貫通のままであったが、窓寸法を横1,100mm x 縦900mmに変更、窓内に行先表示幕、種別表示幕、運行番号幕が設置された。
- 側面に電動式種別幕を設置。
- 700形に準じて屋上にFRP通風器が設置され、パンタグラフは連結面寄りに移設された。
- 室内の構造も700形に準じ、奥行きが浅く座面が高い椅子が採用された。
- 700形同様窓下辺高さが400形などより高く、白帯が窓下辺にあわせて引かれ、正面にも同じ高さで回されたため、400形などとは前面の印象が若干異なっていた[注釈 3]。
- デハ500形の台車を東急車輛製TS-806(側受支持コイルばね、鋼板溶接軸箱式)に交換。
  - 最初に改造されたデハ507・508はMCB-R台車のまま出場し、後にTS-806に交換。
- ドア数増加による使用空気量増に対応し、サハ550形偶数車に空気圧縮機を設置。
- ATSを設置。
- 先頭部連結器をNCB-6形からNCB-II形に交換し、連結器胴受けを設置。この両者は相互に連結が可能。
- 旧車体から捻出したクロスシートは京急バスの待合室座席に、アルミサッシは600形（2代）の更新用に活用された。

### 4扉化改造後の改造
4扉化改造から廃車までの間に各種改造工事が行われた。
- 1970年（昭和45年）から翌1971年（昭和46年）にかけて、サハ556を除くサハ550形偶数車の台車をOK-8系に交換し、デハ500形に列車無線を設置。
- 1979年（昭和54年）12月から翌1980年（昭和55年）3月にかけて、全編成ともサハ550形奇数車を編成から外して3両編成化された。編成から外されたサハ550形奇数車は休車となった後、1980年3月31日付で全車廃車された[注釈 4]。
- 1982年（昭和57年）以降、屋根布の張替えや外板張り替え等修繕工事が順次施工された。
- 1983年（昭和58年）にサハ550形の台車がOK-8系から400形の廃車発生品であるTS-806に交換された。TS-806台車は台車枠にブレーキシリンダーを有することから、従来搭載されていたサハ550形の車体側ブレーキシリンダーが撤去され、制動方式はATME-RからMREに変更されている。

## 運用

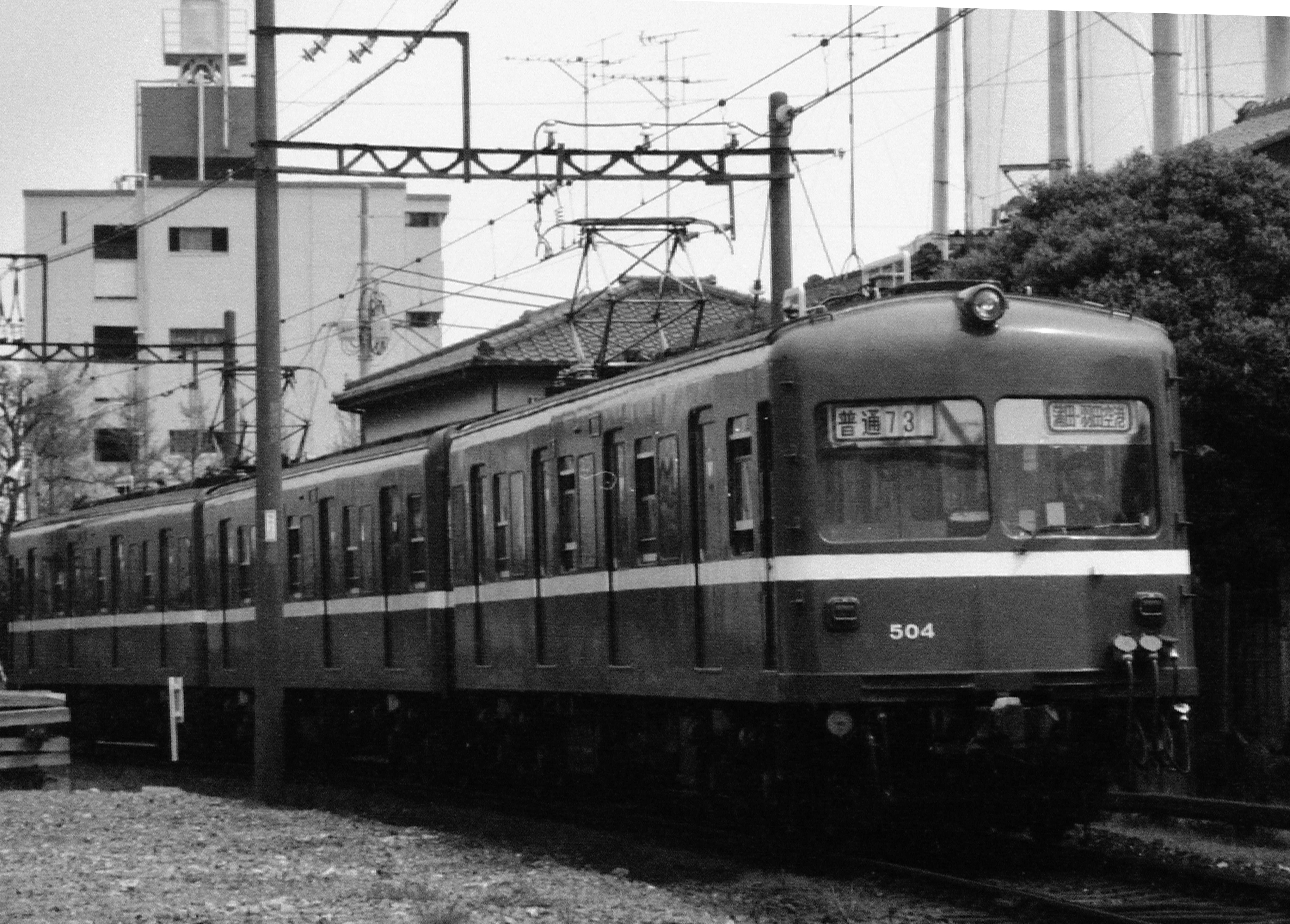
空港線で運用される500形（1986年4月）

2扉時代はハイキング特急などの優等列車を中心に運用された。
4扉改造後は4両編成で普通運用、もしくはデハ400形2両編成を品川方に連結した6両編成で急行運用にそれぞれ充当された。
1978年（昭和53年）から3両編成化までの1年3ヶ月間、大師線の運用にも充当された。
1978年のダイヤ改正で本線普通列車のランカーブが700形（2M1T編成）を基準としたものに変更され、吊り掛け駆動各形式を特にラッシュ時に本線普通で運用することが困難になった。そのため、同ダイヤ改正以降4両編成当時は400形2連を連結して、3両編成化以後は400形または500形3両編成2編成を組み合わせて急行に運用された。
1985年（昭和60年）以降、400形460グループの廃車進行により空港線運用に充当されるようになり、翌1986年3月以降は本線系統における急行運用から撤退し、深夜に新町検車区への回送をかねた京急蒲田－神奈川新町間の普通運用が存在した以外は基本的に空港線のみで運用された。

## 廃車
1982年以降各種延命工事が行われ、京急吊り掛け式駆動車では最後の旅客車として使用されていたが、400形全廃からほどない1986年8月28日に一般旅客営業を終えた。鉄道趣味団体によるさよなら運転が同年8月31日に行われた後、同日付で全車廃車となり、形式消滅した。本形式の全廃によって京急から吊り掛け駆動の旅客用車両が全廃され、新性能化率100%が達成された。
廃車後は全車とも解体処分され、保存、他社譲渡された車両はない。